# アセダプソン
アセダプソン（英：Acedapsone（INN））は抗菌薬であり、抗マラリア活性も持つ。
アセダプソンはジアセチルダプソンの一般名である。1937年にパスツール研究所の製薬化学研究室でErnest Fourneauと彼のチームによって合成・開発され 、ローヌ・プーランからRodiloneとして販売されていた。
ダプソンの長時間作用型プロドラッグである。ハンセン病の治療に用いられる。
ジエチルエーテルからは淡黄色の針状として、希エタノールからはleafletsとして結晶化する。水にわずかに溶ける。

## 合成

アセダプソンの合成:

アセダプソンはダプソンをアセチル化することで生成される。